# Purdy (Kentucky)
Pour les articles homonymes, voir Purdy.
Purdy est une zone non incorporée (Unincorporated community) du comté d'Adair dans le Kentucky.